# Cephaloscyllium silasi
Cephaloscyllium silasi är en hajart som först beskrevs av Purnesh Kumar Talwar 1974.  Cephaloscyllium silasi ingår i släktet Cephaloscyllium och familjen rödhajar. IUCN kategoriserar arten globalt som otillräckligt studerad. Inga underarter finns listade i Catalogue of Life.